# Liste der Baudenkmale in Torgelow am See
In der Liste der Baudenkmale in Torgelow am See sind alle denkmalgeschützten Bauten der Gemeinde Torgelow am See (Mecklenburg-Vorpommern) und ihrer Ortsteile aufgelistet. Grundlage ist die Veröffentlichung der Denkmalliste des Landkreises Müritz mit dem Stand vom April 2010. 

## Baudenkmale
| ID | Lage              | Bezeichnung                                           | Beschreibung | Bild           |
| -- | ----------------- | ----------------------------------------------------- | --- | -------------- |
|    | Schloss 1 (Karte) | Gutshaus (Schloss) mit Resten eines Landschaftsparkes | Neobarocker, sanierter, 2-geschossiger Putzbau von 1905 mit Mansarddach, Mittelrisalit und Portal sowie zwei 3-geschossigen Türmchen und Zwerchgiebel. Heute Nutzung als Internatsgymnasium. | Weitere Bilder |

## Quelle
- Karte der Baudenkmale im Geoportal des Landkreises

- Karte mit allen Koordinaten:
- OSM |
- WikiMap